# Zolotarewskya
Zolotarewskya (лат.) — род хальцидоидных перепончатокрылых наездников подсемейства Cleonyminae из семейства Pteromalidae.

## Распространение
Встречаются в Старом Свете: Юго-Восточная Азия, Австралия, Африка, Мадагаскар.

## Описание
Относительно крупные хальцидоидные перепончатокрылые наездники. От близких родов отличается следующим признаком: задние бёдра снизу в верхней половине, как минимум с 3 крупными хорошо разделенными лопастевидными зубцами. Личинки — паразитоиды жуков (Coleoptera: Anobiidae, Buprestidae, Curculionidae, Scolytidae).

## Классификация
Род был впервые описан в 1955 году французским зоологом Жаном Рисбеком (Jean Risbec French; 1895—1964). Близок к родам Callocleonymus, Notanisus, Cleonymus.
- Zolotarewskya indica (Mani and Kaul, 1973)
- Zolotarewskya longianella Sureshan, Ranjith and Rajan, 2019
- Zolotarewskya longicostalia Yang, 1996[5]
- Zolotarewskya lyra (Girault, 1919)
- Zolotarewskya robusta Yang, 1996[5]
- Zolotarewskya seyrigi Risbec, 1955
- Zolotarewskya shakespearei (Girault, 1926)
- Zolotarewskya spinifera (Hedqvist, 1967)
- Zolotarewskya unnotipennis (Girault, 1915)